# Antoine Groschulski
Antoine Groschulski, noto anche come Anton Grochulski (Czernice, 8 settembre 1938 – 31 luglio 2018), è stato un calciatore polacco, di ruolo attaccante.

## Carriera
Centravanti la cui carriera si è interamente svolta in Francia, vanta 280 presenze e 145 gol tra i campionati di prima (173/78) e seconda divisione (107/67) e 17 reti in 28 incontri della coppa nazionale, per un totale di 308 partite e 162 realizzazioni.

## Palmarès

### Club

#### Competizioni nazionali
- Ligue 2: 1

Stade de Reims: 1965-1966

### Individuale
- Capocannoniere della Division 2: 1

1964-1965 (22 gol)